# 丹尼森科納斯 (紐約州)
丹尼森科納斯（英語：Dennison Corners）是位於美國紐約州赫基默縣的非建制地區。

## 歷史
丹尼森科納斯的郵局於1845年設立，其後於1851年停運。

## 地理
丹尼森科納斯所處的海拔為高於海平面398米（即1306英呎），而該地所採用的時區為UTC-5，即北美东部时区（EST）。同時該地設有夏令時間，為UTC-5調快一小時，即UTC-4（EDT）。